# Robert King
Robert King (Los Ángeles, 20 de junio de 1906-Walnut Creek, 29 de julio de 1965) fue un atleta estadounidense, especialista en la prueba de salto de altura en la que llegó a ser campeón olímpico en 1928.

## Carrera deportiva
En los JJ. OO. de Ámsterdam 1928 ganó la medalla de oro en el salto de altura, saltando por encima de 1.94 metros, superando a su compatriota Benjamin Hedges y al francés Claude Ménard, ambos con un salto de 1.91 metros.